# Bouleau nain
Betula nana
Espèce
Classification phylogénétique
Statut de conservation UICN

 LC  : Préoccupation mineure
Le Bouleau nain (Betula nana) est une espèce de plantes à fleurs de la famille des Betulaceae. C'est un arbuste des régions arctiques.

## Répartition
Le bouleau nain est présent dans de nombreuses régions arctiques : Scandinavie, stations abritées du Spitzberg, Groenland, nord du Canada, Alaska, Sibérie. Plus au sud, on le retrouve ponctuellement dans des zones montagneuses froides : Écosse (altitude > 800 m), Europe centrale, Alpes orientales (altitude > 2 200 m). En France, il est présent dans certaines tourbières du Jura (région de Mouthe) et de Margeride mais reste toutefois très rare.

## Habitat

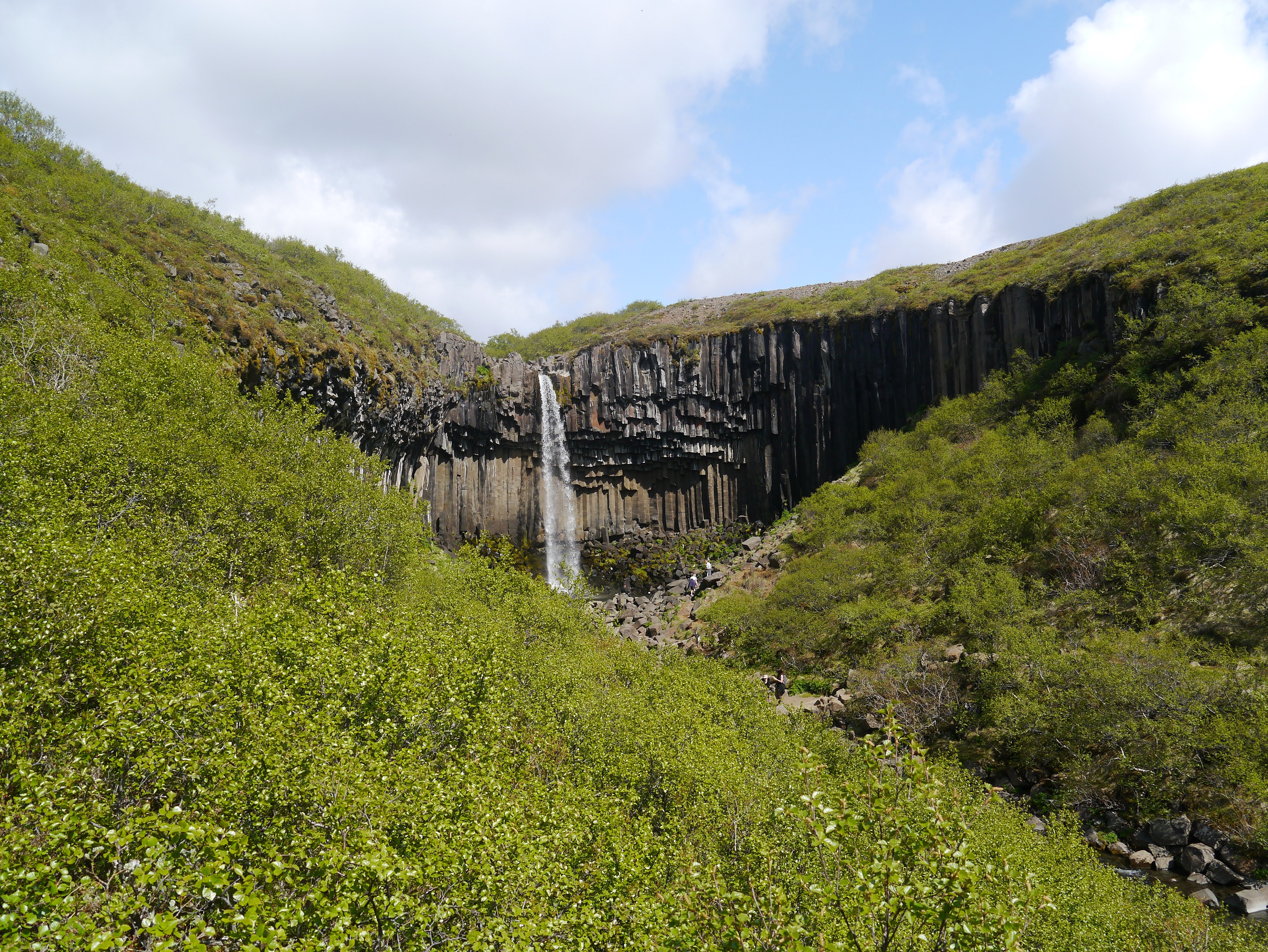
Bouleaux nains aux abords de la cascade Svartifoss.

L'espèce croît dans les tourbières bombées principalement.

## Description

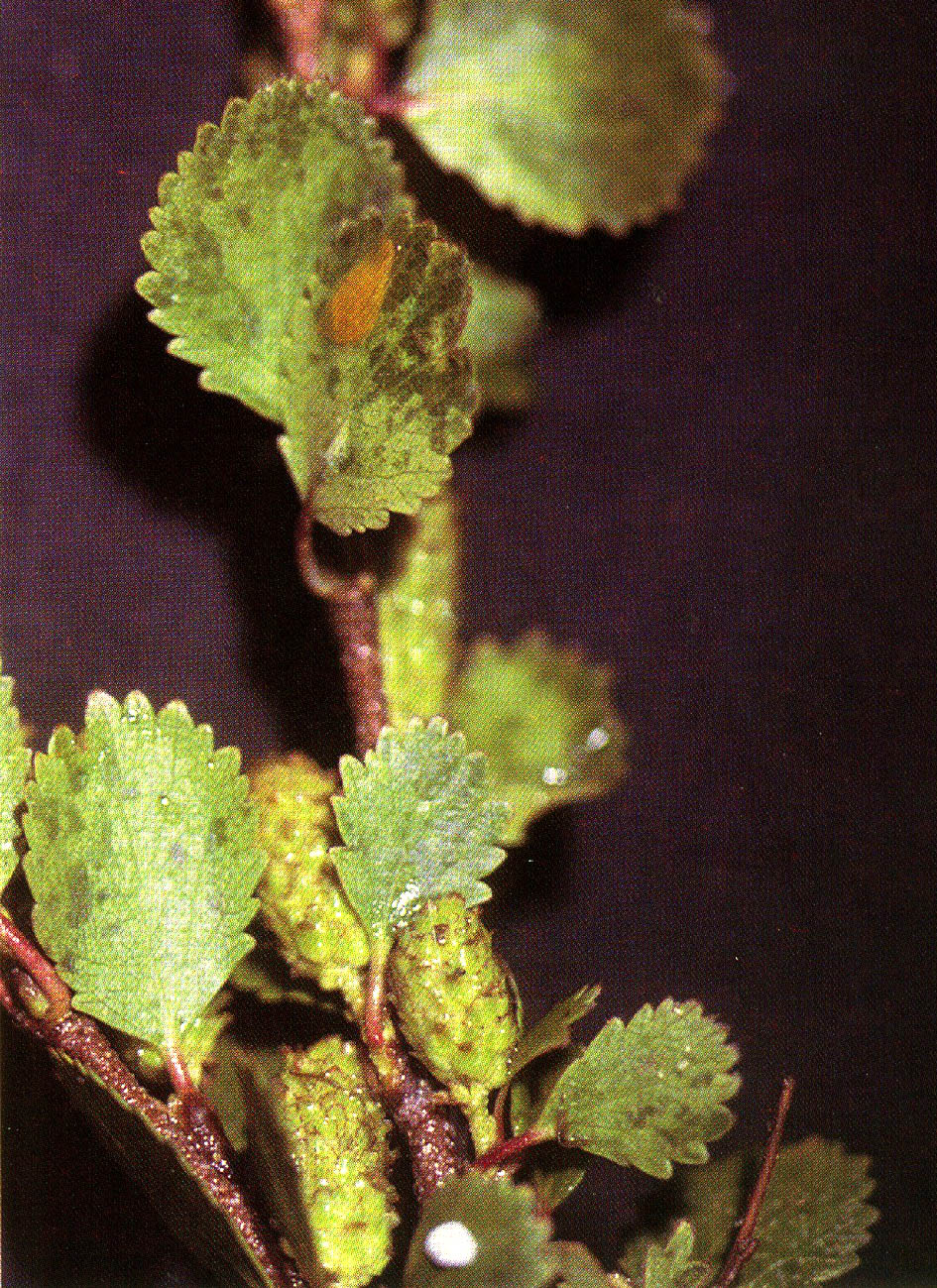
Feuillage.

Ce sont des arbustes qui atteignent au maximum un mètre de hauteur. Leurs feuilles, de 6 à 20 mm de diamètre, sont arrondies, dentées, souvent plus larges que longues, devenant orange en automne. La tige est très rameuse, souvent rampante. Les jeunes rameaux sont dressés.
C'est une espèce monoïque avec des chatons mâles et des fleurs femelles dressées. Elle fleurit d'avril à mai, selon les régions.

## Écologie
Durant la dernière glaciation, le bouleau nain fut le végétal ligneux qui vécut le plus près de la glace. Actuellement devenue rare en Europe centrale, c'est une espèce relique de l'ère glaciaire[réf. souhaitée]. Elle est protégée en France (Article 1).